# Jakobo Tau
Jakobo Tanki Tau (ur. 13 października 1996) – południowoafrykański zapaśnik walczący w stylu wolnym. Zajął 29. miejsce na mistrzostwach świata w 2022. Piąty na igrzyskach wspólnoty narodów w 2022. Brązowy medalista mistrzostw Afryki w 2020 i piąty w 2019 i 2022 roku.